# Bo Bo Hoàng
Lê Thị Thanh Hoàng (sinh năm 1948) là một nghệ sĩ cải lương tài danh người Việt Nam. Bà được trao huy chương vàng giải Thanh Tâm năm 1965 cùng với Thanh Nguyệt.

## Cuộc đời
Lê Thị Thanh Hoàng, nghệ danh là Bo Bo Hoàng, sinh năm 1947 trong một gia đình có cha mẹ là một chủ gánh hát cải lương ở Sài Gòn.
Từ nhỏ, bà làm con nuôi của dì, là chủ gánh hát Hoa Sen. Năm 4 tuổi, bà đã được lên sân khấu hát trước giờ diễn với nghệ danh Thanh Hoàng. Sau đó, vào năm 6 tuổi, bà đã được đóng một số vai đào con, gây chinh phục khán giả. Những năm 1960, nghệ sĩ Minh Tơ có mời bà về lập đoàn Đồng Ấu Minh Tơ, gồm các thành viên Thanh Tòng, Thanh Hoàng, Xuân Yến và Thanh Thế, và được hát cặp với nghệ sĩ Thanh Tòng.
Sau này, bà chuyển sang hát trong đoàn Thủ Đô vì cha bà thấy không phù hợp. Bà vào vai bé Bo Bo trong vở Tiếng trống sang canh, được khán giả yêu thích, nên nghệ danh Bo Bo Hoàng ra đời từ đây. Vào năm 18 tuổi, bà đóng vai cô Đào trong vở Tiếng súng một giờ khuya và được Giải Thanh Tâm vào năm 1965. Tuy nhiên, bà được biết đến nhiều nhất qua vai diễn Cám trong tuồng cải lương Tấm Cám. Nhờ vai diễn này mà bà đã mua nhà ở Quận 1 vào năm 1976.
Năm 1968, do thời cuộc, bà phải rời đoàn về Châu Đốc mở quán cơm sinh sống qua ngày.
Ngoài ra, bà cũng đi hát tân cổ cho một số băng cối và dĩa nhựa tại hãng Dĩa hát Việt Nam của bà Sáu Liên. Vì bà có thể đóng được đào thương, đào mụ đến đào lẳng, đào độc, cùng với giọng ca của bà khiến bà được xem là Quái kiệt của sân khấu cải lương.
Sau năm 1975, bà đi hát cho đoàn Huỳnh Long và sáng tác một số tuồng cải lương, tiêu biểu là Nữ chúa rắn và phò mã cùi. Ngoài ra, bà cũng nhận làm mũ mão cho một số nghệ sĩ cải lương. Gần đây, bà có xuất hiện trên chương trình Sao nối ngôi của Đài truyền hình Vĩnh Long.

## Các vai diễn nổi bật
Danh sách này không đầy đủ, bạn cũng có thể giúp mở rộng danh sách.
- Con cò trắng
- Tấm Cám (vai Cám)
- Tiếng trống sang canh (vai Bo Bo)
- Tiếng hát Mường Tênh
- Tiếng súng một giờ khuya (vai Đào)

## Tân cổ
- Má ơi! Con học đánh vần (Thu An)
- Bo Bo đánh cờ tướng (Quy Sắc)
- Trả lại cho sư
- Đôi trâu cò
- Em bé bán tranh
- Miếng bánh mì lạt
- Tình cá nước

## Các tuồng cải lương bà soạn
- Gánh hát trên sông
- Long vương kén rể[1]
- Nữ chúa rắn và phò mã cùi
- Nữ tỉ phú[1]
- Nữ thần đèn[1]
- Tình yêu và nước mắt (Mùa tôm)